# Geelbuikpitpit
De geelbuikpitpit (Dacnis flaviventer) is een zangvogel uit de familie Thraupidae (tangaren).

## Verspreiding en leefgebied
Deze soort komt voor van zuidoostelijk Colombia tot zuidelijk Venezuela, noordelijk Bolivia en westelijk amazonisch Brazilië.